# Tommy Berggren
Tommy Berggren, właśc. Stig Arne Tommy Berggren (ur. 20 kwietnia 1950 w Sztokholmie, zm. 1 grudnia 2012 w Solnie) – szwedzki piłkarz występujący na pozycji pomocnika.

## Kariera
W barwach Djurgårdens IF rozegrał 268 spotkań i zdobył 49 bramek w Allsvenskan. Wraz z Djurgårdens trzykrotnie zajął 3. miejsce w lidze (1970, 1973, 1975), a także osiągnął finał Pucharu Szwecji w 1975. W sezonie 1978 został też królem strzelców Allsvenskan (19 goli).
W reprezentacji Szwecji zadebiutował 16 sierpnia 1978 w przegranym 1:2 towarzyskim meczu z Danią i strzelił wówczas swojego jedynego gola w kadrze. W drużynie narodowej rozegrał trzy spotkania, wszystkie w 1978.